# Lorenzo del Belgio
Lorenzo del Belgio (nome completo in francese Laurent Benoît Baudouin Marie; Laeken, 19 ottobre 1963) è un principe belga.
Terzogenito di Alberto II e di Paola Ruffo di Calabria, è quindicesimo in linea di successione al trono.

## Biografia

### Battesimo

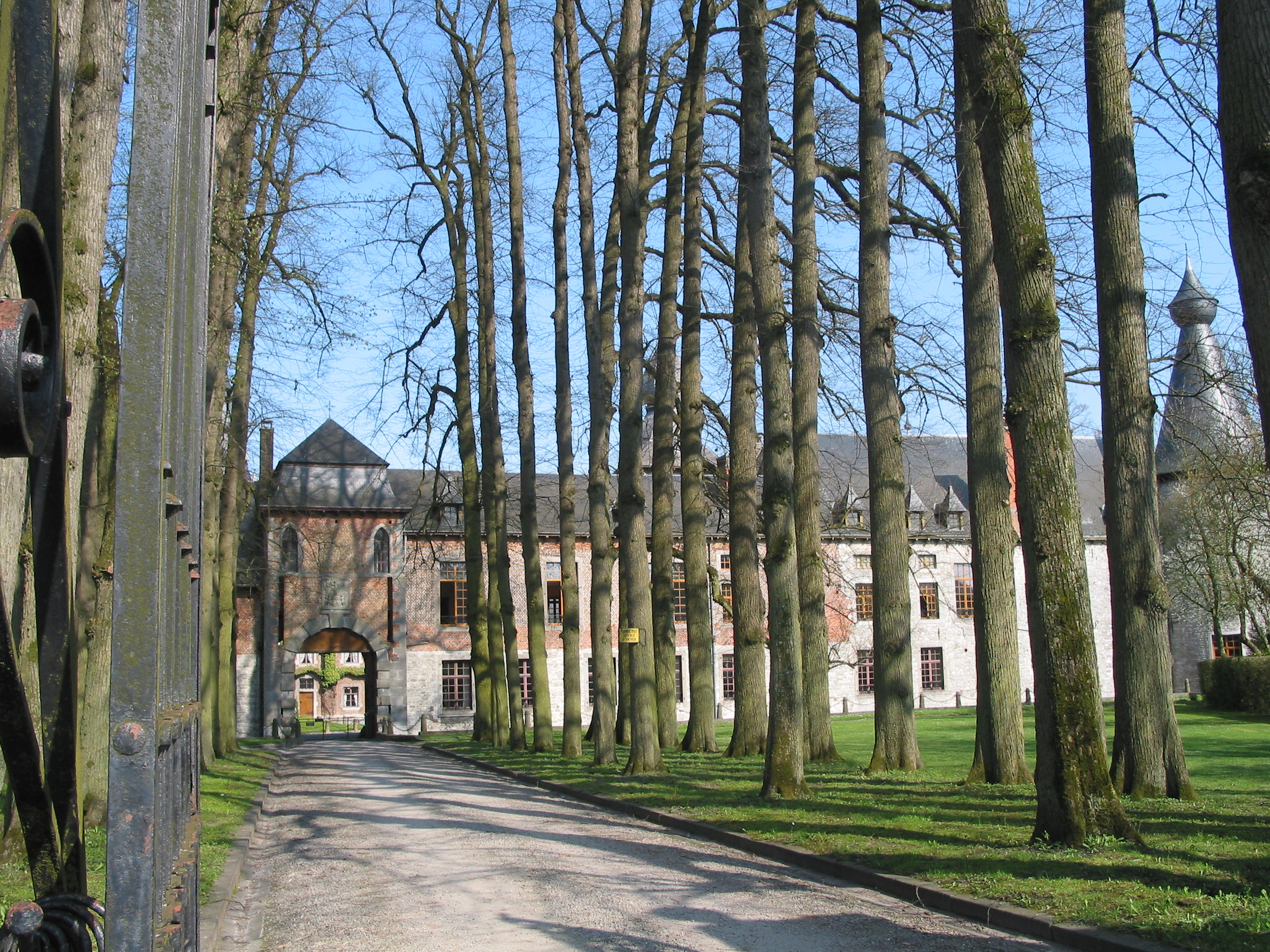
Il Castello del Belvédère

Il principe Lorenzo è nato nel Château de Belvédère vicino a Laeken. I suoi padrini furono don Bettino Ricasoli e la duchessa Sophie von Arenberg.

### Educazione
Fu studente al Collegio Saint-Michel di Etterbeek e soggiornò per due anni all'École de Lophem. Dopo gli studi secondari trascorsi in olandese al Collegio Pio IX di Anversa (dove entrò nel 1977 frequentando per la terza volta la seconda) e in francese all'École Royale des Cadets di Laeken (dove si diplomò nel 1983), si iscrisse all'Accademia militare reale di Bruxelles per scegliere in seguito di entrare nella Marina.
Ricevette il grado di guardiamarina di seconda classe nel settembre 1985 e prestò giuramento a ottobre. In seguito si specializzò come subacqueo e pilota di elicotteri e cominciò gli studi di medicina veterinaria all'Université catholique de Louvain. Nel 1989 fu promosso al grado di primo tenente, nel 1994 a capitano di fregata e nel 2004 divenne capitano di vascello.
Nonostante il suo attaccamento agli animali, alla fine si dedicò alla finanza. All'inizio degli anni '90 si recò negli Stati Uniti d'America e svolse diversi stage al Fondo Monetario Internazionale, alla Banca Mondiale e alle Nazioni Unite, nell'ambito dello sviluppo e dell'ambiente. Tornato in Belgio fece un altro stage, stavolta alla Commissione europea nel 1993, che gli valse il Premio Emile Noël.

### Attività
Nel 1995 istituì la Fondation Prince Laurent per migliorare il rapporto tra l'uomo e gli animali selvatici e domestici. L'anno seguente pubblicò il libro Suivez le chien dans l'art e la ville.
Nel marzo 2011 scatenò delle polemiche un suo viaggio nella Repubblica Democratica del Congo (ex colonia belga), effettuato alcuni mesi prima delle elezioni presidenziali. Concluso il suo mandato da senatore di diritto, nel 2014, è stato nominato ambasciatore speciale per l'Organizzazione delle Nazioni Unite per l'alimentazione e l'agricoltura.
Il principe è presidente de L'Institut royal pour la gestion durable des ressources naturelles et la promotion des technologies propres e a partire dal 2008 è ambasciatore per il Future Harvest a Washington, un'associazione basata sulla ricerca agricola. Il suo coinvolgimento con il benessere degli animali e dell'ambiente, insieme a una relativa mancanza di interesse per il protocollo, ha fatto sì che è stato bollato da elementi della stampa popolare belga come 'Ecolo-gaffeur'.

### Posto nella successione
Il principe era terzo nella linea di successione al trono, ma la sua posizione mutò quando la Costituzione fu modificata affinché le donne potessero godere di diritti di successione pari agli uomini. Una diceria vuole che ciò avvenne su suggerimento del re Baldovino, che si dice non avesse in simpatia Lorenzo poiché quest'ultimo non condivideva il rigoroso punto di vista religioso del re. Attualmente è dodicesimo nella linea di successione al trono del Belgio.

### Matrimonio
Il principe Lorenzo si è sposato con Claire Coombs, nata a Bath in Inghilterra, ma residente in Belgio sin dall'infanzia, il 12 aprile 2003 a Bruxelles. 
Abitano a Tervuren, a Villa Clémentine, una proprietà della Donation royale.

## Opere
- (FR) Suivez le chien dans l'art e la ville, Bruxelles, Crédit communal, 1996.

## Discendenza
Dal matrimonio tra Lorenzo e Claire del Belgio sono nati tre figli:
- Principessa Louise Sophie Mary, nata il 6 febbraio 2004 all'ospedale Saint Luc di Woluwe-Saint-Lambert;
- Principe Nicolas Casimir Marie, nato il 13 dicembre 2005 all'ospedale Saint Luc di Woluwe-Saint-Lambert;
- Principe Aymeric Auguste Marie, nato il 13 dicembre 2005 all'ospedale Saint Luc di Woluwe-Saint-Lambert.

## Titoli e trattamento
- 19 ottobre 1963 - attuale: Sua Altezza Reale, il principe Lorenzo del Belgio

## Ascendenza
|                         |                                   |                                       | Genitori                           |  |  | Nonni |  |  | Bisnonni             |  |  | Trisnonni          |  |
|                         |                                   |                                       |                                    |  |  |       |  |  | Alberto I del Belgio |  |  | Filippo del Belgio |  |
|                         |                                   |                                       |                                    |  |  |       |  |  | Alberto I del Belgio |  |  | Filippo del Belgio |  |
|                         |                                   | Maria di Hohenzollern-Sigmaringen     |                                    |  |  |       |  |  | Alberto I del Belgio |  |  |                    |  |
| Leopoldo III del Belgio |                                   |                                       |                                    |  |  |       |  |  | Alberto I del Belgio |  |  |                    |  |
|                         |                                   | Elisabetta Gabriella di Baviera       | Carlo Teodoro in Baviera           |  |  |       |  |  |                      |  |  |                    |  |
|                         |                                   | Elisabetta Gabriella di Baviera       | Carlo Teodoro in Baviera           |  |  |       |  |  |                      |  |  |                    |  |
|                         |                                   | Elisabetta Gabriella di Baviera       | Maria José di Braganza             |  |  |       |  |  |                      |  |  |                    |  |
| Alberto II del Belgio   |                                   | Elisabetta Gabriella di Baviera       |                                    |  |  |       |  |  |                      |  |  |                    |  |
|                         |                                   | Carlo di Svezia                       | Oscar II di Svezia                 |  |  |       |  |  |                      |  |  |                    |  |
|                         |                                   | Carlo di Svezia                       | Oscar II di Svezia                 |  |  |       |  |  |                      |  |  |                    |  |
|                         |                                   | Carlo di Svezia                       | Sofia di Nassau                    |  |  |       |  |  |                      |  |  |                    |  |
| Astrid di Svezia        |                                   | Carlo di Svezia                       |                                    |  |  |       |  |  |                      |  |  |                    |  |
|                         |                                   | Ingeborg di Danimarca                 | Federico VIII di Danimarca         |  |  |       |  |  |                      |  |  |                    |  |
|                         |                                   | Ingeborg di Danimarca                 | Federico VIII di Danimarca         |  |  |       |  |  |                      |  |  |                    |  |
|                         |                                   | Ingeborg di Danimarca                 | Luisa di Svezia                    |  |  |       |  |  |                      |  |  |                    |  |
| Lorenzo del Belgio      |                                   | Ingeborg di Danimarca                 |                                    |  |  |       |  |  |                      |  |  |                    |  |
|                         | Fulco Beniamino Ruffo di Calabria | Fulco Ruffo di Calabria-Santapau      |                                    |  |  |       |  |  |                      |  |  |                    |  |
|                         | Fulco Beniamino Ruffo di Calabria | Fulco Ruffo di Calabria-Santapau      |                                    |  |  |       |  |  |                      |  |  |                    |  |
|                         | Fulco Beniamino Ruffo di Calabria | Eleonora Galletti di San Cataldo      |                                    |  |  |       |  |  |                      |  |  |                    |  |
| Fulco Ruffo di Calabria | Fulco Beniamino Ruffo di Calabria |                                       |                                    |  |  |       |  |  |                      |  |  |                    |  |
|                         |                                   | Laura Mosselman du Chenoy             | Conte Theodore Mosselman du Chenoy |  |  |       |  |  |                      |  |  |                    |  |
|                         |                                   | Laura Mosselman du Chenoy             | Conte Theodore Mosselman du Chenoy |  |  |       |  |  |                      |  |  |                    |  |
|                         |                                   | Laura Mosselman du Chenoy             | Isabelle dei Conti Coghen          |  |  |       |  |  |                      |  |  |                    |  |
| Paola Ruffo di Calabria |                                   | Laura Mosselman du Chenoy             |                                    |  |  |       |  |  |                      |  |  |                    |  |
|                         |                                   | Augusto Gazzelli dei Conti di Rossana | Calisto Gazelli Conte di Rossana   |  |  |       |  |  |                      |  |  |                    |  |
|                         |                                   | Augusto Gazzelli dei Conti di Rossana | Calisto Gazelli Conte di Rossana   |  |  |       |  |  |                      |  |  |                    |  |
|                         |                                   | Augusto Gazzelli dei Conti di Rossana | Francesca Cotti di Ceres           |  |  |       |  |  |                      |  |  |                    |  |
| Luisa Gazelli           |                                   | Augusto Gazzelli dei Conti di Rossana |                                    |  |  |       |  |  |                      |  |  |                    |  |
|                         |                                   | Maria dei Conti Rignon                | Conte Felice Rignon                |  |  |       |  |  |                      |  |  |                    |  |
|                         |                                   | Maria dei Conti Rignon                | Conte Felice Rignon                |  |  |       |  |  |                      |  |  |                    |  |
|                         |                                   | Maria dei Conti Rignon                | Luisa Perrone di San Martino       |  |  |       |  |  |                      |  |  |                    |  |
|                         |                                   | Maria dei Conti Rignon                |                                    |  |  |       |  |  |                      |  |  |                    |  |